# Miagrammopes paraorientalis
Miagrammopes paraorientalis là một loài nhện trong họ Uloboridae.
Loài này thuộc chi Miagrammopes. Miagrammopes paraorientalis được miêu tả năm 2005 bởi Dong, Zhu & Yoshida.